# Seznam slovenskih pevcev zabavne glasbe
Seznam slovenskih pevcev zabavne glasbe.

## A
Tadeja Abram – Rok Ahačevčič – Marija Ahačič Pollak – Tomaž Ahačič=Fogl – Ajda (Podgornik Valič) – Katja Ajster=Kataya – Tia Alfirev – Ali En=Ali Džafić – Matej Alič-Matt – Primož Alič – Vanja Alič – Julija Aljaž=July Jones – Alya=Alja Omladič – David Amaro=D. Dekić – Amaya= Maja Keuc – Berta Ambrož – Anabel=Ana Teržan – Gregor Andolšek – Peter Andrej – Anette=Anja Bukovec – Anja – Anjuta – Anna=Ana Grdadolnik – Annia-Anja Ruperčič – Annie =? – Oliver Antauer – Borut Antončič=Bort Ross – Anu=? – Joliette Anžlovar –  April=Špela Papež – Majda Arh – Karli Arhar=Charlie – Astrid (Ana Kljun) – Miklavž 'Miki' Ašič – Sandra Auer – Damir Avdić – Simon Avsec – Meri Avsenak Pogačnik – Monika Avsenik – Aynee=Simona Černetič – Bojan Ažman

## B
Esad Babačić – Jože Babič – Matic Babič – Ludvik Bagari – Metka Bahlen Okoli – Martina Bajc – Urška Baković – Dominik Bagola-Balladero – Stane Bakan – Miha Balažič – Matevž Banko – Metod Banko – Ivek Baranja – Andrej Barbič=KRT – Darko Barbič=Dare Acoustic – Mario Barišič – Nada Barle – Lea Bartha Pesek – Aleš Bartol=Bart – Jan Baruca=Yan Baray – Lara Baruca – Luka Basi (=Matej Prikeržnik) – Anja Baš – Nina Bauman – Boris Bele – Jana Beltran – Maks Bembič – Zoran Benčič – Boris Benko – Grega Benko – Simona Benko – Mirjam Beranek – Sonja Berce – Marko Berčič – Bereka=Rebeka Bogataj – Nina Berger – Manca Berlec – Vili Bertok – Klemen Berus – Davorin Bešvir – Eva Beus Poje – (Grega Bevc Haš) – Gregor Bezenšek=SoulGreg – Ana Bezjak – Rado Bezjak – Biba & Bibitas – Bilbi – Anton Birtič –  Brane Bitenc – Marko Bitenc – Lovro Bizjak – Lado Bizovičar – Helena Blagne – Tina Blazinšek – Mateja Blaznik – Miha Blažič-N'toko – Andraj Blažon – Franjo Bobinac – Boco – Maša Bogataj (Masharik) – Mirna Bogdanović – Janez Bončina-Benč – Marko Boh – Voranc Boh – Rok Bohte – Borja Bolčina – Martin Bolka=Čiw – Marjan Bone – Tomaž Boškin - Rusmir Bošnjak=Rus – Andrej Boštjančič – bratje Boštjančič – Eva Boto – Davor Božič – Nina Božič – Pika Božič – Tjaša Božič – Igor Bračič=Sadež – Eva Brajkovič – Nina Brasseur – Marko Bratuš=Smaal Tokk – Jožica Brdnik – Marko Brecelj – Vasilij Brecelj – Manuella Brečko-Manu (Emanuela Hvala) – Uroš Bregar-Brgo – Brendi – Goran Breščanski-Gorc – Eva Breznikar – Klara Brglez Klasinc – Sara Briški Cirman=Raiven – Imer Traja Brizani – Mate Brodar=Bro – Edi Bucovaz –  Leon Bučar – Rudi Bučar – Špela Buda – Laura Budal – Samo Budna – Neža Buh-Neisha – Uroš Buh – Edi Bucovaz – Zvone Bukovec – Klemen Bunderla – Marjan Bunič – Nina Burger – Danijela Burjan-Buryana – Maša But – Andrea Butković – Korado Buzeti – Nina Bužanin Simčič=Ninnay

## C
Jasmina Cafnik - Canegatto (Andraž Gartner) – Erik Carpani – Branko Caserman – Petra Ceglar – Alex Centa – Frenk Centa – Matija Cerar – Mija Cerar – Natalija Cerar – Špela Cesar – Veronika Cetin – Challe Salle (=Saša Petrović) – Cherie – Tjaša Cigut – Lina Cigler – Alenka Cilenšek – Zoran Cilenšek – Arni L. Cindrič – Claudia – Clemens=Klemen Mramor – Boštjan Colarič – Kristijan Crnica=Kikifly – Petra Crnjac – Zoran Crnković – Juš Cupar? – Jelka Cvetežar – Luka Cvetičanin – Bojan Cvjetičanin

## Č
Grega Čadež – Neža Čadež – Štefan Čamič=Steffanio – Danilo Čampa – Katarina Čas=K.A.T. – Sergej Čas – Anže Čater – Theo Čebron – Miro Čekeliš – Čena – Ditka Čepin – Urška Čepin – Aleksandra Čermelj – Eva Černe – Klemen Černe – Rok Černe – Simona Černetič=Aynee – Reno Čibej – Jože Činč – Kristin Čona=Kristina Vrčon – Ana Čop – Zlatan Čordić-Zlatko – Jurij "Egzi" Čotar – Katarina Čotar – Andreja Črešnar Pungaršek – Mič Čuček – Boštjan (=6-pack) Čukur

## D
Dadi Daz=David Davidovič – Dalaj Eegol – Saša (Sasha Alexandra) Danilov(a) – Dare Acoustic – Darka – Jernej Darovec – Saša Debeljak – Ingrid Debevec – David Dekić=David Amaro – Alex Delfin – Tomislav Demšer – Aleksandra Denda – (Ledeni) Denile  – Nelfi Depangher – Matevž Derenda – Nuša Derenda – Boštjan Dermol – Julija in Hana Dermol – Jernej Dermota – Igor Dernovšek? – Marjana Deržaj – Taja Devi=Taja Penič Golavšek – Anžej Dežan – Ana Dežman – Diona Dimm – Nastja &Sandra Dimnik – Jernej Dirnbek – Ditka (Čepin) – Zlatko Dobrič – Zlatko Djogić – Meta Dobrajc – Dejan Dogaja=Dejan Krajnc – Matic Dokler – Marko Doles – Janez Doltar? – Tomaž Domicelj – Nina Donelli=Nina Vodušek – Dejan Došlo – Saša Dragaš=Sasha Vrtnar – Kaja Draksler – Nuška Drašček – Rebeka Dremelj – Tatjana Dremelj – Maks Drobež –  Neža Drobnič-Bogataj – Jure Duh – Sašo Đukić

## E
Easy – Saša Einsiedler – Sebastjan Elersič – Alya Elouissi – Gorazd Elvič – Emkej=Marko Kocjan – Nejc Erazem – Ines Erbus – Julijan &Miha Erič – Rok Erjavec – Jure Erman-Piko

## F
Melanija Fabčič=Melée – Tjaša Fabjančič – Maja Fajdiga – Tjaša Fajdiga – Vili Fajdiga – Neca Falk – Aleš Farčnik – Katja Fašink – Tadeja Fatur – Sandra Feketija – Manca Fekonja – Melita Feldin – Artur Felicijan – Mitja Ferenc – Rok Ferengja – Erik Ferfolja – Mojca Ferle – Ana Ferme – Martina Feri – Robert Ficker – Danica Filiplič – Sanja Filipović-Čugura=Sanja FC – Zorica Fingušt – Nataša Fink – Rok Fink – Luka Flegar – Iva Flisar – Edvin Fliser – Flora – Tinkara Fortuna (r. Zorec) – Milan Fras – Ani Frece – Maša Frece Uranjek – Fredy Miler – Ljudmila Frelih – Simon Fugina=Kühlschrank – Luka Furlan – Polona Furlan – Tulio Furlanič

## G
Boris Gaberšnik – Nastja Gabor – Barbara Gabrielle – Sonja Gabršček – Sašo Gačnik=Svarogov – Tina Gačnik=Tiana – Darja Gajšek – Klara (&Tita) Gajšek – Urška Gajšt – Aleš Gangl – Andraž Gartner=Canegatto – Rudolf Gas (Strnad) – Gašper (Šantl) – Zlata Gašperšič – Blaž Gec – Darja Gajšek – Tea Gerlanc – Natka Geržina – Gal Gjurin=Gal George – Severa Gjurin – (Robert) Glač – Alenka Godec – Vesna Godler – Damijana Godnič – Gojmir Lešnjak-Gojc – Damjana Golavšek – Taja Golavšek=Taja Devi – Dejan Golob – Simon (&Diana) Gomilšek-Duo Platin – Tina Gorenjak – Tamara Goričanec – Mateja Gorjup – Špela Gorogranc=Shana – Bor Gostiša – Alenka Gotar – Daša Gradišek – Uroš Grahek – Štefica Grasselli=Steffy – Ana Grdadolnik=Anna – Alberto Gregorič – Marko Gregorič – Roman Gril – Nina Grilc – Petra Grkman – Sanja Grohar – Tatjana Gros – Špela Grošelj – Mirko Grozny – Peter Gruden – Darjan Gržina – Andrej Guček – Mia Guček – Dorina Gujt – Miha Guštin-Gušti

## H
Katarina Habe – Ditka Haberl – Grega Habič – Primož Habič – Jani Hace? – Aleš Hadalin – Manuel Hahn – Senida Hajdarpašić= Senidah – Jonatan Haller (Pereira) – Lucija Harum – Marko Hatlak – (Žan) Hauptman – Dušan Hedl – Dare Hering – Klavdija Hercog=Claudia – Miha Hercog – Jaka Hliš – Eva Hočevar – Miško Hočevar – Sonja Hočevar – Urška Hočevar Čepin – Zala Hodnik – Domen Don Holc – Anika Horvat – Denis Horvat – Dušan Horvat=Vajta – Mateja Horvat=Moira – Samo Horvatič – Ivana Honsić – Tomaž Hostnik – Anja Hrastovšek – Eva Hren – Rebeka Hren Dragolič – Saša Hren – Andraž Hribar – Milan Hribar – Tjaša Hrobat Košir – Tjaša Hrovat Steklasa – Enzo Hrovatin – Tadej "Dejvi" Hrušovar – Lana Hrvatin – Nika Hrvatin – Nina Hudej=Huda – Ines Hudnik – Ivan Hudnik – Alenka Husič – Janja Hvala – Miha & Manu Hvala – Janez Hvale?

## I
Aleksandra Ilijevski – Nadja Irgolič – Rafko Irgolič – Ramona Irgolič – Iris (Ošlaj) – Anja Istenič – Samo Ivačič – Aleksej Ivačič Kolar=PolarAce –  Slavko Ivančič – Jure Ivanušič – Peter (Pero) Izlakar – Manca Izmajlova

## J
Jacob (Kapus) – Jacuzzy Krall – Sara Jagrič – Mateja Jan – Gregor Jančič-Moony – Iztok Jančič – Peter Januš – Nastja Janžekovič – Barbara Jarc – Goran Jarnevič – Petra Javor – Gašper Jazbec – Klara Jazbec – Majda Jazbec – Rudi Jazbec – Miha Jazbinšek – Žiga Jelar – Matjaž Jelen – Leila=Aleksandra Jelić – Jan Jenko – Matic Jere=Jerry – Matic Jereb=Ozzy – Milan Jerkić – Hana Jerončič=Lady Lotus – Špela Jezovšek-Stella – Aleksander Jež – Erik Jež – Jože Jež – Gaynor Johnson – July Jones (Julija Aljaž) – Vita Jordan – Jose – Aleksandra Josić – Drago Jošar – Branko Jovanović-Brendi – Klarisa Jovanović – Tomislav Jovanović-Tokac – Alino Juhart – Robert Jukič?– Jernej Jung – Nace Junkar – Tomo Jurak – Jadranka Juras – Bojan Jurjevčič-Jurki – Beti Jurković – Anastazija Juvan – Valentin Južnič

## K
Lara Kadis – Tina Kadunc-Tiana – Ana Kalan – Joži Kališnik – Kami (Katja Mihelčič) – Adrijana Kamnik – Milan Kamnik – Mojca Kamnik – Črt Kanoni – Jakob Kapus-Jacob – Toni Kapušin – Jure Karas-Slon – Šefik Kardumovič-Šeki – Ana Karneža – KARYN – Polona Kasal – Urška Kastelic – Katarina Mala – Kataya – Dare Kaurič – Pavel Kavec – Aljoša Keber – Maja Keuc-Amaya – Beny Kic – Kiki=Laetitia Pohl – Kikifly-=Kristijan Crnica – Dragica Klad(e)nik-Dada – Pia Kladnik –  Darja Klančar? – Robi Klančič – Klara Klasinc – Špela Kleinlercher – Klemen Klemen – Katja Klemenc – Sandra Klemm-Sendi – Tomaž Klepač – Aleš Klinar – Karmen Klinc – Astrid Ana Kljun – Domen Kljun – Zlatko "Zlati" Klun – Eva Knafelc – Slavka Knez – Jakob Kobal – Janja Kobale – Jože Kobler – Sara Kobold – Gregor Kocijančič (Gregij Felis Catus; Tsujigiri) – Marko Kocjan=Emkej – Danilo Kocjančič – Urban Koder – Lidija Kodrič – Irena Kohont – Boris Kokalj – Franci Kokalj – Aljaž Kolar –  Sandi Kolenc=Koli – Alenka Kolman Polanec – Natalija Kolšek – Martin Koncilja – Matjaž Končan – Martina Konestabo – Mišo (in Dominik) Kontrec – Boris Kopitar – Sašo Koprivec – Žan Koprivec Perjet – Jure Kopušar – Kevin Koradin – Korado (Buzeti) – Goran Koražija – Franc Korbar – Magda Korbar-Koren – Braco Koren – Franc Koren – Katja Koren – Tim Kores-Kori – Matic Koritnik – Rezika Koritnik? – Urban Koritnik – Boštjan Korošec – Hajdi Korošec Jazbinšek – Katja Korošec – Sara Korošec-Muzikačaka – Mili Korpar – Sonja Kos – Urška Kosec-RINA – Matej Kosmač – Rok Kosmač – Anja Kotar – Klemen Kotar – Daniel Kovac - Jože Kovač=Uri – Tinkara Kovač – Vesna Kovač – Ajda Kovačič – Damijan Kovačič-Ledeni Denile – Janez 'Jani' Kovačič – Jani Kovačič – Moni Kovačič – Slavc L. Kovačič – Stanka Kovačič – Alen Kovše – David Kovšca-Buda – Dominik Kozarič – Lean Kozlar-Luigi – Nino in Samo Kozlevčar – Tomaž Kozlevčar – Tomaž Kozovinc – Dejan Krajnc=Dejan Dogaja – Laura Krajnc – Matej Krajnc – Romana Krajnčan – Žigan Krajnčan – Anita Kralj – Marcel Kralj – Miha Kralj – Zala Kralj – Jacuzzy Krall – Anja Kramar – Jaša Kramaršič Kacin – Branka Kraner – Alenka Kranjac – Ivanka Kraševec (-Prešern) – Tonček Kregar – Jure Kremenšek – Žiga Jan Krese – Vlado Kreslin – Mojca Krevel – Kristie Clé=Kristina Mišovič - Urš(k)a Krišelj – Marjana Križman – Anja Križnik Tomažin – Boris Krmac – Branko Krmac – Claudio Krmac – Jasna Krmac – Nika Krmec – Dominik Krt – Breda Krumpak? – Alja Krušič – Milan Krušič-"Dr.Evil" – Zoran Kržišnik – Lina Kuduzović – Viviana Kukar – Kукла/Kukla – Matjaž Kumelj – Domen Kumer – Laura Kumer – Peter Kunaver – Gaja Kuščer – Tomo Kutin

## L
Lady Lotus=Hana Jerončič – Neli Lalovič – Lamai=Lara Poreber – Sara Lamprečnik – Nina Lampret – Aleksandra Lamut – Sia Lana=Lana Lančič – Anže Langus Petrović-Dagi – Bojan Lapanja – Katja Lapkovsky – Andrej Lapoša – Aleš Lavrenčič –  Kajetan Lazar – Renato Leber –  Diana Lečnik-Gomilšek? - Ledeni (Denile) – Leila Aleksandra (Jelić) – Leyre Legarda Ventura – Leila Aleksandra (Jelić) – Saša Lendero – Lepi Dasa – Jure Lesar – Katja Lesjak – (Tine Lesjak) – Lado Leskovar – Maja Lešnik – Gojmir Lešnjak=Gojc – Saša Lešnjek – Teja Letonja – Katja Levstik – Dano Ličen – Arni Likar Cindrič – Darko Likar – Lea Likar – Rok Lipičnik – Amanda Lipuš – Dolores Lipuš – Damir Lisica – Nataša Loborec-Perovšek – Nejc Lombardo – Tanja Lončar – Lucienne Lončina – Adrijana Lorber – Flora Ema Lotrič – Tilen Lotrič – Lara Love (Lara Šiljevinac-Puntar) – Miro(slav) Lovrič – Peter Lovšin – Greta Ložar – Ula Ložar – Bojan Lubej – Julija Lubej – Arijana Lucas-Ari – Samuel Lucas-Sammy – Sebastijan Lukovnjak – Martin Lumbar – Rok Lunaček – Tine Lustek – Ursula Luthar – Urban Lutman

## M
Stanka Macur – Maček (Robert Vrtovšek) – Zlatko Magdalenič – Magnifico (Robert Pešut) – Maj Valerij – Matija Majcen – Urška Majdič-Uma – Martina Majerle – Janja Majzelj – Svetlana Makarovič – Andreja Makoter – Demetra Malalan – Sabina Mali – Malidah – Mateja Malnar – Meta Malus – Hannah Mancini – Stane Mancini – Tomaž Manzini – Manu(Ella) Brečko>>Emanuela Hvala – Aleksander Maraž – Lucija Marčič – Matic Marentič – Marin – Jani Marinšek – Tina Marinšek – Armando Mariutti – Ana Markelj Karlič – Miro Markič – René Markič – Marlenna – Borut Marolt – Doca Marolt – Martin Martian – Alenka Marsenič-Marsa – Marina Mårtensson – Martina (Plankelj Švab) – Maria Masle – David Matići – Marko Matjašič – Tine Matjašič –  Maja Mauko – Gal Mavretič – Vita Mavrič – Maya – Roman Mazej – Jernej “Jerry” Mažgon – Maša Medik – Jan Medle – Roman Medvešek – Florjan Meglič – Simon Meglič – Tomi Meglič – Boštjan Meh – Žiga Mejač – Laura Menard – Alma Merklin – Miha Merlak – Igor Mermolja – Ana Mezgec – Aleksander Mežek – Andraž Miculinič – Katja Mihelčič-Kami – Gašper (&Primož) Mihelič – Nataša Mihelič – Tomaž Mihelič-Marlenna – Tatjana Mihelj – Urša Mihevc – Igor Mikič – Mila (Emilia Dębska) – Frane Milčinski-Ježek – Nana Milčinski – Fredi Miler – Mina – Igor Misdaris – Maja Misson – Kristina Mišovič-Kristie Clé – Ana Marija Mitić? - Mitja (Šedlbauer) – Marijana Mlinar – Sanja Mlinar Marin – Ladi (Vladimir) Mljač – Meta Močnik-Gruden – Mateja "Matejči" Mohar – Renata Mohorič – Ivo Mojzer – Tadeja Molan – Rok Molnar –  Cole Moretti – Eva Moškon – Moya=Mojca Štoka –  Karin Možina – Tulio Možina – Iztok Mlakar – Monique – Damir Mrak – Matjaž Mrak – Patrik Mrak – Klemen Mramor=Clemens – Martina (Mravinec) – Matej Mršnik – Nanča Muck – Ivian Kan Mujezinović – Marko Mulec – Metod Munda – Murat – Damjan Murko – Žiga Murko? – Deja Mušič – Marion Mic-Mario Pešić

## N
Omar Naber – Nataša Nahtigal? – Janko Narat-"Jenki" – Matic Nareks – Neisha – Zarja Nemec – Nessy-Neža Pančur – Ninette=Nina Radkovič – Ninnay=Nina Bužanin Simčič – Nino – Alfi Nipič – Boštjan Nipič=Nipke – Frenk Nova – Anja Novak-Anjuta? – Čarli Novak? – Ivana Novak – Iztok Novak-Easy – Janko Narat-Jenki –  Nipke – (Jure Novak) – Marjan Novak – Mija Novak – Niko Novak – Špela Novak-Pupa – Zvezdana Novaković-ZveN – Marijan Novina – N'toko – Nusha D'roiis (Nuša Rojs) – Joseph Nzobandora-Jose

## O
Kristina Oberžan – Katja Obleščak – Vasja Ocvirk – Maja Oderlap – Miran Odobašič-Billy – Nuša Ofentavšek – Zlata Ognjenovič? – Matjaž Ograjenšek – Jadran Ogrin – Tomaž Ogrin – Tomaž Okroglič Rous – Alja Omladič-Alya – Iztok Orešnik-Gino – Klemen Orter – Nina Osenar – Franjo Oset – Lara Oset-Larao – Vitalij Osmačko – Melita Osojnik – Milan Ostojić Leszczynski – Iris Ošlaj – Nino Ošlak – Jan Ovnik

## P
Sonja Pahor - Isaac (Leandro) Palma – Tadeja Pančič – Neža Pančur=Nessy – Amadej Papež – Špela Papež-=April – Alex Paradiž – Parvani Violet (Veronika Steiner) – Jani Pavec – Vojko Pavčič – Eva Pavli – Anja Pavlin – Špel(c)a Pavlin – Oto Pestner – Rok Pečečnik – Milan Pečovnik=Pidži – Aleš Pelhan – Milan-Mišo Pelzel – Taja Penič Golavšek=Taja Devi – Aleksandra Perčič=Alex – Uroš Perić – Klemen Perih – Kim Perme – Martin Perović – Nika Perunović – Andrej Pervanje – Boštjan Pertinač – Laura Pesjak – Robert Pešut-Magnifico – Majda Petan – Marijan Petan – Robert Petan – Viktorija Petek – Jaka Peterka – Sara Petešič – Rok in Polona Petovar – Lana Petrovič – Milan Petrovič – Toni Petrovič – Sara Petrovčič – Maja Pihler Stermecki – Anej in Rok Piletič (BQL) – Vlado Pilja=Lepi Dasa –  Alenka Pinterič – Breda Pinterič – Andreja Pinotič – Manca Pirc – Marija Pirnat Trampuž – Franci Pirš – Samuel (Samo) Pivač-Samuel Blues – Alenja Pivko Kneževič – Sarah Planinšek – Karmen Plazar-Lady C – Jan Plestenjak – Andrej Plevnik – Nuša Pliberšek – Simona Plut – Tjaša Plut – Ivo Poderžaj – Ajda (Podgornik Valič) – Anuša Podgornik – Sebastijan Podgornik-Sebastian – Bojan Podgoršek – Ksenija Podlesnik-Xenia; Anu – Mitja Podlesnik=Mark Zebra – Laetitia Pohl=Kiki – Mira Polanc – PolarAce=Aleksej Ivačič Kolar – Andraž Polič – Tina Poljanšek – Sanja Poljšak Pesan – Polona (Kasal) – Ines Polončič=Sara Being – Andrej Pompe – Lovro Ponikvar – Gianni Poposki – Lara Poreber – Vlado Poredoš – Mateja Poročnik – Maja Porta – Tit Potecin – Vesna Potokar – Jože Potrebuješ – Žana Povše – Eva Poženel – Matej Prah – Maja Prašnikar – Ana Praznik – Irena Preda – Maja Predatoria – Zoran Predin – Patrik &Vanesa Prelec – Rebeka Prelesnik – Tadej Premužič – Gaja Prestor – Simon Pribac – Matej Prikeržnik=Luka Basi – Darja Pristovnik – Ema Prodnik – Romana Prosenc – Tadej Prosenc –  Dušan Prosinečki –  Marjeta Prudič – Eva in Nika Prusnik – Monika Pučelj – Simona Pučko-Moni – Pupa (Špela Novak) – Nina Pušlar – Davor Pušnik – Matija Puž Petra Polak

## R
Raay – Ivo Radin – Nina Radkovič=Ninette – Lina Rahne – Tanja Rafolt – Perica Rai – Raiven – Predrag (Perica) Rajčić=Perica Rai – Andreja Rajh – Daniel Rampre – Aljaž Ramot – Martin Ramoveš – Uršula Ramoveš – Marjeta Ramšak – Sergej Ranđelović-Runjoe – Tanja Ravljen – Gregor Ravnik – Rado (Marijan) Razdevšek – Alex Raztresen – Franci Rebernik – RecycleMan – Regina – Nataša Regovec – Miha Renčelj – René (Markič) – Majda Renko – Vita Renko – Vili Resnik – Katarina Rešek-Kукла – Mirna Reynolds – Igor Ribič – Tanja Ribič – Gašper Rifelj – Gianni Rijavec – Mario Rijavec – Rina K.=Urška Kosec – Matjaž Robavs – Ivo Robić – Nino Robić – Marjan Roblek=Matevž – Pascal Rogl – Damiano Roi – Nuša Rojs=Nusha D'roiis – Matjaž Romih &Vanja Romih – Primož Romšak – Janko Ropret – Marin Rosić – Bort Ross=Borut Antončič – Ella Roš – Janko Rošelj – Nina Rotner – Ana Rotar – Miran Rudan – Andrej Rudolf-TLC – Anja Rupel – Anja Ruperčič=Annia –  Lea Rus – Jelena Rusjan – Mojca Rusjan – Žiga Rustja – Jože Ružič

## S
Dušan Sagadin=Duco – Sahareya – Teja Saksida – Jure Salobir – Salomé – Samantha Maya=Samanta Šolaja – Sammy (Sami-Samuel Lucas) – Katarina Samobor – Samuel Blues –  Sanja FC – Sebastjan Sapač Žalik – Sasha Alexandra Danilova – Sasha Vrtnar=Saša Dragaš – Saška – Jonas Savšek – Sebastian (Podgornik) – Goga Sedmak – Lucija Selak – Dean Semolič – Jana Sen – Sendi – Sarah Senica – Senidah – Majda Sepe – Mojmir Sepe – Žan Serčič – Dario Seraval – Sergeja – Jure Sešek – Luka Sešek – Blaž Sever – Karin Sever – Katja Sever Kržič – Urban Sever – Sheby=Maja Šebenik – Dado Sheik – Ervin Sikošek – Sara Simeunović – Boštjan Simon – David Sinkovič – Tara Sinkovič – Lea Sirk – Primož Siter – Grega Skočir – Kaja Skrbinšek-Malidah – Jože Skubic – Klemen Slakonja – Dušan Slanič – Petra Slapar – Maja Slatinšek – Slon in Sadež – Sanela Smajlović – Marijan Smode – Saš(k)a Smodej – Branka Smodiš – Adi Smolar – Manca Smolič – Zala Smolnikar=ZÁLI – Iris Soban – Bogdan Sojič=Kanela – Ana Soklič – Boštjan Soklič – Sašo Solarovič – Matija Solce – Tanja Srednik – Karmen Sreš – Larisa Sreš – Petra Srnec – Eva Sršen – Matej Sršen – Marko Stabej – Meta Stare – Iva Stanič – Nika Starčević – Karmen Stavec – Sergej Steblovnik – Steffanio – Steffy (Štefica Stipančević-Grasselli) – Veronika Steiner=Parvani Violet – Stela Sofia=Stela Tavželj – Stella=Špela Jezovšek – Uroš Steklasa (&Tjaša Hrovat) – Zvezdana Stele – Stella Sofia – Jelka Stergar – Petar Stojanović – Bojan Stopar – Petra Stopar – Anja Strajnar – Gregor Strasbergar=Štras – Branka Strgar – Nina Strnad – Rudolf Strnad=Rudolf Gas – Veronika Strnad – Pia Nina Stružnik Štefe – Bruno Subiotto – Matic Supovec – Edo Sušnik – Danijel Svenšek – Jožica Svete – Sylvo – Bela Szomi Kralj

## Š
Jaša Šaban – Matevž Šalehar-Hamo – Goran Šalamon – Jože Šalej – Cveto Šali – Gašper Šantl – Rudi Šantl – Miki Šarac – Ksenija Šašek – Maja Šebenik=Sheby – Mitja Šedlbauer – Barbara Šerbec - Šerbi – Mario Šelih – Matjaž Šemrov-Šemsa – Andrej Šifrer – Lara Šiljevinac Puntar=Lara Love – Vinko Šimek – Tjaša Šimonka Kavaš – Barbara Šinigoj – Mitja Šinkovec-Šiki – Vojko Šintler – Viktor Škedelj="Viki Baba"– Janez Škof – Marko Škof – Patricija Škof – (Alex in) Sergej Škofljanec – Alenka Šmid-Čena – Matej Šoklič – Samanta Šolaja =Samantha Maya – Sara Špelec – Martin Špendl – Manca Špik – Mina Špiler – Martina Šraj – Grega Šteharnik – Ervina Štelcl – Apolonija Šterk – Martin Štibernik=Mistermarsh – Eva Štirn – Metka Štok – Mojca Štoka=Moya – Leon Štrakl – Lucija Štrekelj=Lucy – Tomaž Štular=Bordo – Katja Šulc – Brigita Šuler – Tamara Šumej – Anže Šuštar – Jana Šušteršič – Sandra Šušteršič Simonič – Blaž Švab – Darja Švajger – Taja Šviligoj

## T
Matija T. – Saša Tabaković – Taja=? Taya (Damjan) – Talia – Klemen Tehovnik – Janja Tekavec – (Rok) T(e)rkaj – Tjaša Teropšič Ahačič – Ana Teržan-Anabel – Aphra Tesla – Tiana-Tina Gačnik – Tiana=Tina Kadunc – Borut Tiran – Kaja Tokuhisa – Miro Tomšič – Manca Trampuš – Tina G –  Irena Tratnik – Andrej Trobentar – Dominik Trobentar – Klemen Tičar – Borut Tiran – Klara Tiselj – Tokac – Zvone Tomac? – Ažbe Toman – Rado Tomažič – Anja Tomažin – Andrej Tomšič – Klemen Torkar – Tomi Toth – Peter Tovornik – Jernej Tozon – Manca Trampuš – Irena Tratnik Dosso – Tadej Tratnik=Tadiman – Maja Tripar – Elvis Trobec – Anina Trobec – Neža Trobec – Špela Trobec – Andrej Trobentar – Dominik Trobentar – Neža Trošt – Tschimy Obenga – Ivo Tull – Ajda Stina Turek – Andrej Turk – Gašper Turk – Iztok Turk – Aleš Turnšek=Turi – Pija Tušek? 

## U
Blaž Učakar – Blažka Udir – Niels Udir – Ronald Ujčič? – Martin Ukmar – Tanja Ukmar – Marjan Uljan – Uma=Urška Majdič – Manca Urbanc-Izmajlova – Rok Urbanija – Boštjan Usenik

## V
Simon Vadnjal - Maj Valerij – David Valh – Goran Vasiljević=Vasko – Barbara Vauda – Dušan Veble – Vedeževalec Blaž (Knez) – Boštjan Velkavrh – Zvezdan Velić=Viki – Maja Vene – Stojan Vene – Natalija Verboten – Katja Verderber=Katarina Mala – Maks Verderber – Ivica Vergan – Maksim Vergan – Vito Vest – Klara Veteršek – Marko Vezovišek – Gregor Videc – Žan Videc – Brina Vidic – Irena Vidic – Stane Vidmar – Primož Vidovič – Alenka Vidrih – Jan Vihar – Hieronim Vilar – Sten Vilar? – Rok Vilčnik? – Bruno Viler – Elda Viler – Ana Vipotnik – Saša Vipotnik – Nina Virant – Kristijan Virtič – Primož Vitez – Alan Vitezič – Jon Vitezič – Dean Vivod – Larisa Vivoda – Miki Vlahovič – Matjaž Vlašič – Peter Vode – Nastja Vodenik – Dominik Vodopivec – Nina Vodopivec – Simona Vodopivec – Nina Vodušek=Nina Donelli – Brina Vogelnik – Janja Vogrin – Martin Vogrin – Marko Vogrinc-Mare – Vinci Vogue Anžlovar? – Alex Volasko – Gregor Volk – Aleš Vovk-Raay – Marjetka Vovk – Davor Vovko – Marko Vozelj – Dejan Vrbančič – Blaž Vrbič – Irena Vrčkovnik – Kristina Vrhovec=Kristin Čona – Vanja Rok Vrtovec – Robert Vrtovšek-Maček – Denis Vučak – Katja Vučković Zinrajh – Matevž Vuga – Mateja "Tejči" Vuk – Roman Vukina=Romc – Marko Vuksanović – Dejan Vunjak

## W
Miran Waldhütter – Suzana Werbole – Werner Brozovič – Božidar Wolfand-Wolf – Maja Weiss (pevka) – Simona Weiss

## X
Xenia (Ksenija Podlesnik-Anu?)

## Y
Irena Yebuah Tiran?

## Z
Maša Zagorc - Pino Zagoričnik – Uroš Zagožen – Tine Zajc – Ivan Zak – Zala (Kralj)/zalagasper – Zala (Smolnikar)-ZÁLI – Maja Založnik – David Zavolovšek – Liza Zavrl – Mark Zebra=Mitja Podlesnik – Zeeky Sand – Ognjen Zeljić-Bogunov – Marjana Zelko – Karin Zemljič – Martina Zerial – Neža Zevnik – Marjan Zgonc – Živa Zidar – Karmen Zinrajh (Karmen in September) – Katja (Vučkovič) Zinrajh – Zoran Zlatič – Zlatko – Janez Zmazek-Žan – Ylenia Zobec (-Mihelič) – Igor Zonta – Damijan Zorc=Damo – Anita Zore – Bojan Zore – Marta Zore – Miha(el) Zore – Petra Zore – Vika Zore – Mladen Zorec – Tinkara (Zorec) Fortuna – Nika Zorjan – Zvonko Zorjan – Srečko Zorko – Tomaž Zorko – Brane Zorman – Vesna Zornik – Lazaro Zumeta – Dejan Zupan – Matjaž Zupan – Nina Zupan – Rafael Zupanc=Raf – Sandra Zupanc=Sendi – Aljoša Zupančič – Andreja Zupančič – Rihard Zupančič – Lukas Zuschlag? – ZveN=Zvezdana Novaković

## Ž
Tanja Žagar – Darja Žalik – Tjaša Žalik – Žana – Žavbi Brothers – Domen Žbun – Nada Žgur – Tim Žibrat – Žiga Jan (Krese) – Lili Žigo – Jasna Žitnik – Primož Žižek=Pimpi – Maša Žlajpah Puš – Mia Žnidarič – Jurij Žohar? – Davor "Byron" Žorž – Metod Žunec